# Jivarus cerdai
Jivarus cerdai är en insektsart som beskrevs av Ronderos 1981. Jivarus cerdai ingår i släktet Jivarus och familjen gräshoppor. Inga underarter finns listade i Catalogue of Life.